# Mikroklk

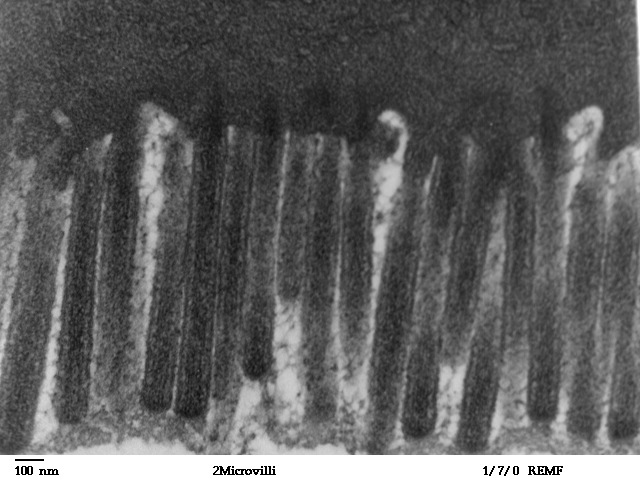
Lidské mikroklky v tenkém střevu, konkrétně v oblasti lačníku

Mikroklky (microvilli, z řec. mikros–malý, a lat. villus–vlas či vlákno) jsou tenké a dlouhé výběžky cytoplazmy, které se často vyskytují na exponovaných plochách epiteliálních buněk, a to zejména tam, kde je třeba zajistit dostatečně velký povrch pro absorpci (vstřebávání) či sekreci („vyměšování“) látek. Mají zpravidla asi 1–2 μm na délku a 100 nm v průměru. Jsou uvnitř vyztužené aktinovými vlákny navzájem pospojovanými fimbrinem a villinem, přičemž jejich + konec je upevněn v koncové části mikroklku.
Obrovské množství mikroklků se nachází na povrchu (na apikálních membránách) absorpčních buněk, které lemují vnitřní povrch tenkého střeva či tvoří stěny proximálních kanálků v ledvinách. Mikroklky jsou v tomto případě doprovázeny ještě mohutně vyvinutou vrstvou glykoproteinů, tzv. glykokalyxem. Díky mikroklkům je možné až 25× zvětšit celkový povrch, což velmi usnadňuje absorpci látek. Mikroklky v trávicí soustavě tvoří tzv. kartáčový lem.